# Dan Hooker
Daniel Preston Hooker (Auckland, 13 febbraio 1990) è un artista marziale misto neozelandese.
Combatte nella divisione dei pesi leggeri per l'organizzazione statunitense UFC. In passato ha militato anche nelle promozioni SFC ed AFC.

## Caratteristiche tecniche
Hooker è un lottatore abbastanza completo, capace di unire alle proprie doti nel kickboxing una discreta conoscenza del jiu jitsu brasiliano.

## Carriera nelle arti marziali miste

### Ultimate Fighting Championship
L'11 giugno 2017 affronta il veterano inglese Ross Pearson all'evento UFC Fight Night 110, trionfando via KO al secondo round. La prestazione offerta gli vale più tardi il riconoscimento Performance of the Night.

## Risultati nelle arti marziali miste
| Risultato | Record | Avversario       | Metodo                           | Evento                                 | Data              | Round | Tempo | Città                                     | Note                                                  |  |
| Vittoria  | 24-12  | Mateusz Gamrot   | Decisione (non unanime)          | UFC 305                                | 18 Agosto 2024    | 3     | 5:00  | Perth, Australia                          | Ritorno nei Pesi Leggeri                              |  |
| Vittoria  | 23-12  | Jalin Turner     | Decisione (non unanime)          | UFC 290                                | 8 luglio 2023     | 3     | 5:00  | Las Vegas, Stati Uniti                    | Incontro catchweight a 158 lbs (Turner manca il peso) |  |
| Vittoria  | 22-12  | Claudio Puelles  | KO tecnico (calcio al corpo)     | UFC 281                                | 12 novembre 2022  | 2     | 4:06  | New York, Stati Uniti                     |                                                       |  |
| Sconfitta | 21-12  | Arnold Allen     | KO Tecnico (pugni)               | UFC Fight Night: Volkov vs. Aspinall   | 19 marzo 2022     | 1     | 2:33  | Londra, Inghilterra                       | Ritorno nei pesi piuma                                |  |
| Sconfitta | 21-11  | Islam Machačev   | Sottomissione (kimura)           | UFC 267                                | 30 ottobre 2021   | 1     | 2:25  | Abu Dhabi, Emirati Arabi Uniti            |                                                       |  |
| Vittoria  | 21-10  | Nasrat Haqparast | Decisione (unanime)              | UFC 266                                | 25 settembre 2021 | 3     | 5:00  | Las Vegas, Stati Uniti                    |                                                       |  |
| Sconfitta | 20-10  | Michael Chandler | KO tecnico (pugni)               | UFC 257: Poirier vs. McGregor 2        | 24 gennaio 2021   | 1     | 2:30  | Isola Yas, Abu Dhabi, Emirati Arabi Uniti | Performance of the Night.                             |  |
| Sconfitta | 20-9   | Dustin Poirier   | Decisione (unanime)              | UFC on ESPN: Poirier vs. Hooker        | 27 giugno 2020    | 5     | 5:00  | Las Vegas, Stati Uniti                    | Fight of the Night                                    |  |
| Vittoria  | 20-8   | Paul Felder      | Decisione (non unanime)          | UFC Fight Night: Felder vs. Hooker     | 23 febbraio 2020  | 5     | 5:00  | Auckland, Nuova Zelanda                   |                                                       |  |
| Vittoria  | 19-8   | Al Iaquinta      | Decisione (unanime)              | UFC 243: Whittaker vs. Adesanya        | 6 ottobre 2019    | 3     | 5:00  | Melbourne, Australia                      |                                                       |  |
| Vittoria  | 18-8   | James Vick       | KO (pugno)                       | UFC on ESPN: dos Anjos vs. Edwards     | 20 luglio 2019    | 1     | 2:33  | San Antonio, Stati Uniti                  | Performance of the Night                              |  |
| Sconfitta | 17-8   | Edson Barboza    | KO tecnico (pugno al corpo)      | UFC on Fox: Lee vs. Iaquinta 2         | 15 dicembre 2018  | 3     | 2:19  | Milwaukee, Stati Uniti                    |                                                       |  |
| Vittoria  | 17-7   | Gilbert Burns    | KO (pugni)                       | UFC 226: Miocic vs. Cormier            | 7 luglio 2018     | 1     | 2:28  | Las Vegas, Stati Uniti                    |                                                       |  |
| Vittoria  | 16-7   | Jim Miller       | KO (ginocchiata)                 | UFC Fight Night: Barboza vs. Lee       | 21 aprile 2018    | 1     | 3:00  | Atlantic City, Stati Uniti                |                                                       |  |
| Vittoria  | 15-7   | Marc Diakiesi    | Sottomissione (ghigliottina)     | UFC 219: Cyborg vs. Holm               | 30 dicembre 2017  | 3     | 0:42  | Paradise, Stati Uniti                     |                                                       |  |
| Vittoria  | 14-7   | Ross Pearson     | KO (ginocchiata)                 | UFC Fight Night: Lewis vs. Hunt        | 11 giugno 2017    | 2     | 3:02  | Auckland, Nuova Zelanda                   | Performance of the Night                              |  |
| Sconfitta | 13-7   | Jason Knight     | Decisione (unanime)              | UFC Fight Night: Whittaker vs. Brunson | 27 novembre 2016  | 3     | 5:00  | Melbourne, Australia                      |                                                       |  |
| Vittoria  | 13-6   | Mark Eddiva      | Sottomissione (ghigliottina)     | UFC Fight Night: Hunt vs. Mir          | 20 marzo 2016     | 1     | 1:24  | Brisbane, Australia                       |                                                       |  |
| Sconfitta | 12-6   | Yair Rodríguez   | Decisione (unanime)              | UFC 192: Cormier vs. Gustafsson        | 3 ottobre 2015    | 3     | 5:00  | Houston, Stati Uniti                      |                                                       |  |
| Vittoria  | 12-5   | Hatsu Hioki      | KO (calcio alla testa e pugni)   | UFC Fight Night: Miocic vs. Hunt       | 10 maggio 2015    | 2     | 4:13  | Adelaide, Australia                       | Performance of the Night                              |  |
| Sconfitta | 11-5   | Maximo Blanco    | Decisione (unanime)              | UFC Fight Night: Hunt vs. Nelson       | 20 settembre 2014 | 3     | 5:00  | Saitama, Giappone                         |                                                       |  |
| Vittoria  | 11-4   | Ian Entwistle    | KO tecnico (gomitate)            | UFC Fight Night: Te Huna vs. Marquardt | 28 giugno 2014    | 1     | 3:34  | Auckland, Nuova Zelanda                   | Ritorno nei pesi piuma                                |  |
| Vittoria  | 10-4   | Nick Patterson   | KO tecnico (pugni)               | AFC 6                                  | 24 agosto 2013    | 3     | 0:34  | Melbourne, Australia                      | Difende il titolo pesi leggeri AFC                    |  |
| Vittoria  | 9-4    | Rusty McBride    | Sottomissione (rear-naked choke) | AFC 5                                  | 10 maggio 2013    | 1     | 1:31  | Melbourne, Australia                      | Difende il titolo pesi leggeri AFC                    |  |
| Vittoria  | 8-4    | Sihle Khuboni    | Sottomissione (triangolo)        | Shuriken MMA: Clash of the Continents  | 13 ottobre 2012   | 1     | 2:53  | Auckland, Nuova Zelanda                   | Ritorno nei pesi leggeri                              |  |
| Vittoria  | 7-4    | Chengjie Wu      | KO tecnico (stop medico)         | Legend FC 9                            | 16 giugno 2012    | 1     | 3:44  | Macao, Macao                              | Debutto nei pesi piuma                                |  |
| Vittoria  | 6-4    | Rusty McBride    | KO tecnico (stop medico)         | AFC 3                                  | 14 aprile 2012    | 2     | 3:57  | Melbourne, Australia                      | Vince il titolo pesi leggeri AFC                      |  |
| Sconfitta | 5-4    | Haotian Wu       | Sottomissione (rear-naked choke) | Legend FC 8                            | 30 marzo 2012     | 2     | 4:52  | Hong Kong, Hong Kong                      |                                                       |  |
| Vittoria  | 5-3    | Yuma Ishizuka    | Decisione (unanime)              | AFC 2                                  | 3 settembre 2011  | 3     | 5:00  | Melbourne, Australia                      |                                                       |  |
| Vittoria  | 4-3    | Scott MacGregor  | Sottomissione (guillotine choke) | SFC 8                                  | 30 luglio 2011    | 1     | 4:42  | Auckland, Nuova Zelanda                   |                                                       |  |
| Sconfitta | 3-3    | Rob Lisita       | Decisione (non unanime)          | SFC 6                                  | 3 luglio 2010     | 3     | 5:00  | Dunedin, Nuova Zelanda                    | Per il titolo pesi leggeri SFC                        |  |
| Sconfitta | 3-2    | Sonny Brown      | Sottomissione (rear-naked choke) | Rize 4                                 | 27 marzo 2010     | 2     | 2:00  | Fortitude Valley, Australia               |                                                       |  |
| Vittoria  | 3-1    | Ken Yasuda       | TKO (infortunio all'occhio)      | Rize 3                                 | 5 dicembre 2009   | 1     | 3:12  | Mansfield, Australia                      |                                                       |  |
| Vittoria  | 2-1    | Adam Calver      | Sottomissione (armbar)           | SFC 4                                  | 14 novembre 2009  | 1     | 2:52  | Auckland, Nuova Zelanda                   |                                                       |  |
| Sconfitta | 1-1    | Adam Calver      | Decisione (non unanime)          | SFC 3                                  | 25 luglio 2010    | 3     | 5:00  | Auckland, Nuova Zelanda                   |                                                       |  |
| Vittoria  | 1-0    | Mike Taylor      | Sottomissione (rear-naked choke) | SFC 2                                  | 7 marzo 2009      | 1     | 0:48  | Auckland, Nuova Zelanda                   |                                                       |  |